# Japan 1996 Live
Japan 1996 Live es un álbum en directo de la banda berlinesa Cluster. Fue grabado en junio de 1996 durante una gira del dúo en Japón, particularmente en Tokio y Osaka. El álbum fue publicado el mismo año por el sello japonés Captain Trip Records, que también ha lanzado varias reediciones de discos de Cluster, de Kluster, y de los trabajos solistas de Hans-Joachim Roedelius y Dieter Moebius.

## Lista de canciones
| N.º | Título                                           | Duración |  |
| 1.  | «From Osaka "Muse Hall" / "On Air West" (Tokyo)» | 25:21    |  |
| 2.  | «From Osaka "Muse Hall"»                         | 6:26     |  |
| 3.  | «From Osaka "Club Quattro"»                      | 4:14     |  |
| 4.  | «From Osaka "Muse Hall"»                         | 35:13    |  |

## Créditos

### Músicos
- Hans-Joachim Roedelius – sintetizador Ensoniq TS10, piano Yamaha, campanillas de viento, material preparado de cinta, máquina de efectos, mesa de mezclas
- Dieter Moebius – sintetizador Korg Prophecy, sintetizador Proteus SFX, material preparado de cinta, máquina de efectos, mesa de mezclas

### Otros
- Portada por LabelArt y Hans-Joachim Roedelius.